# Fecundació interna
La fecundació interna és la unió d'un òvul amb un espermatozoide durant la reproducció sexual dins del cos femení. Perquè això passi, hi ha d'haver un mètode perquè el mascle introdueixi l'esperma dins de l'aparell sexual de la femella. En mamífers, rèptils, algunes aus, alguns peixos i alguns altres grups d'animals, això es fa mitjançant la copulació, introduint el penis o un altre òrgan penetrant a la vagina o a la cloaca. La majoria dels ocells utilitzen el «petó cloacal» (els dos animals pressionen les seves cloaques mentre es transfereixen els espermatozoides). Les salamandres, les aranyes, alguns insectes i alguns mol·luscs empren la fertilització interna transferint un espermatòfor (una càpsula plena d'espermatozous), del mascle a la femella.
Després de la fecundació, els embrions queden protegits dins d'un ou en organismes ovipars, o en organismes vivípars, continuen desenvolupant-se dins de l'aparell sexual de la mare per néixer més tard com a joves vius.
En alguns animals, com en les esponges, la fecundació és interna.

## Mètodes de fecundació interna
La fecundació que es produeix a l'interior del cos femení es denomina fertilització interna. En animals es fa mitjançant les diferents maneres següents:
- Copulació,[7] que implica la inserció del penis o un òrgan penetrant a la vagina (a la majoria de mamífers) o a la cloaca (en monotremes, la majoria de rèptils, algunes aus, granotes amb cua i alguns peixos, els dinosaures desapareguts, així com a altres animals invertebrats).[2][8]
- «Petó cloacal», que consisteix en el fet que els dos animals pressionen les seves cloaques per tal de transferir l'esperma del mascle a la femella. S'utilitza en la majoria dels ocells i en la tuatara, que no tenen un òrgan penetrant.[3]
- A través d'espermatòfors (una càpsula que conté espermatozous), col·locada pel mascle a la cloaca de la femella. Normalment, els espermatozoides es troben emmagatzemats en espermateques a la part superior de la cloaca fins que es necessita en el moment de l'oviposió. És usat per algunes espècies de salamandres i tritons, pels aràcnids, alguns insectes i alguns mol·luscs.[9][10]
- En les esponges, els espermatozoides són alliberats a l'aigua per fecundar els òvuls; en algunes espècies les femelles alliberen els òvuls a l'aigua (fecundació externa) i en altres es conserven dins de la femella (fecundació interna).[11]

## Expulsió
En algun moment, s'ha d'expulsar l'òvul o la descendència ja desenvolupada. Hi ha diverses maneres possibles de reproducció. Tradicionalment es classifiquen de la manera següent:
- Oviparisme, com en la majoria d'insectes i rèptils, monotremes, dinosaures i totes les aus que ponen ous. Les cries continuen desenvolupant-se dins de l'ou després de ser posats i es desclouen més tard.[12]
- Viviparisme, com en gairebé tots els mamífers (com per exemple les balenes, els cangurs i els humans) que viuen amb les seves cries. Els joves en desenvolupament passen proporcionalment més temps dins de l'aparell reproductor femení. Posteriorment, els joves s'alliberen per sobreviure per si sols, amb diferents quantitats d'ajuda dels pares de l'espècie.[13]
- Ovoviviparisme, com a la Thamnophis, la majoria dels vipèrids, i la Panerola geganta de Madagascar. Els ous (amb closca) romanen dins de l'aparell reproductor femení fins a la seva eclosió.[14]